# Szymon Goldberg
Szymon Goldberg (Włocławek, 1 juni 1909 - Toyama, 19 juli 1993) was een Pools-Amerikaanse violist en dirigent die een groot deel van zijn leven ook in Nederland heeft gewerkt.

## Leven en werk
Goldberg werd in een Joods gezin in het toenmalige Russische deel van Polen geboren. Zijn ouders verhuisden al spoedig met hem naar Warschau, waar de jonge Szymon viool begon te spelen en waar zijn grote muzikaliteit werd ontdekt. Om zich verder te bekwamen als violist verhuisde hij in 1917 naar Berlijn, waar hij leerling werd van Carl Flesch.
Al spoedig maakte Goldberg carrière. Hij gaf recitals in zowel Polen als Duitsland en maakte in 1924 zijn debuut als solist bij de Berliner Philharmoniker. Hij had daar zo'n succes, dat hij aangezocht werd als concertmeester van de Dresdner Philharmonie. Hij bekleedde die positie van 1925 tot 1929. In dat laatste jaar werd hij op dezelfde post benoemd bij de Berliner Philharmoniker. Tussen 1930 en 1934 speelde hij tevens samen met Paul Hindemith en Emanuel Feuermann in een strijktrio. Na de opkomst van het Derde Rijk werd Goldberg in 1934 gedwongen het orkest en Duitsland te verlaten.
Al voor zijn vertrek uit Duitsland trad hij regelmatig op met de pianiste Lili Kraus. Vanaf 1934 gaven zij concerten in grote delen van Europa, maar ook in de Verenigde Staten en in het verre oosten: Japan en het toenmalige Nederlands-Indië. Eind jaren dertig trad het duo Goldberg-Kraus ook veel op in Nederland en in 1939 aanvaardden beiden een uitnodiging voor een tweede concertreis door Nederlands-Indië. Door het uitbreken van de Tweede Wereldoorlog werd het voor hen onmogelijk terug te keren naar Europa. In de jaren 1940-1942 gaven zij tal van concerten op Java.
Na de Japanse inval in Nederlands-Indië werden Goldberg en Kraus van 1943 tot 1945 geïnterneerd in verschillende Jappenkampen rond Batavia en Bandoeng. Hij kon zijn waardevolle Stradivarius nog op tijd in veiligheid brengen, maar bleek in de kampen ook in staat muziek te maken. Zo goed en zo kwaad als het ging, gaf hij recitals en speelde hij zelfs, met gelegenheidsensembles, grotere werken als het vioolconcert van Beethoven. Voor zijn medegevangenen gaf hij theorie- en compositielessen.
Na de oorlog vertrok Szymon Goldberg eerst naar Australië, waar hij een serie concerten gaf voor hij naar de Verenigde Staten reisde. Hij werd in 1953 Amerikaans staatsburger en was van 1951 tot 1956 verbonden aan het Aspen Music Festival.
In 1955 was hij terug in Nederland, waar hij de eerste dirigent werd van het nieuw opgerichte Nederlands Kamerorkest. Hij bleef tot 1979 aan het orkest verbonden. In deze periode trad hij bij zijn eigen orkest ook vaak als solist op, terwijl hij ook bij andere Nederlandse en buitenlandse orkesten soleerde. Goldberg maakte voor Philips talrijke plaatopnamen. Van 1977 tot 1979 was hij tevens dirigent van de Manchester Camerata. In de Verenigde Staten bleef hij actief als pedagoog. Hij doceerde onder meer aan Yale (1978-1982) en de prestigieuze Juilliard School of Music (1978-1980).
Uiteindelijk kwam hij ook weer in Japan, waar hij actief was als dirigent, docent en kamermusicus. Hij werd onder meer chef-dirigent van het Nieuw Japans Philharmonisch Orkest. Hij vestigde zich definitief in Japan na zijn huwelijk met de pianiste Miyoko Yamane (1938–2006).